# Wadgassen
Wadgassen település Németországban, azon belül Saar-vidék tartományban. Lakosainak száma 17 076 fő (2023. december 31.).

## Népesség
A település népességének változása:
| Lakosok száma | 19 775 | 18 210 | 17 372 | 17 190 | 16 900 | 17 016 | 17 076 |
|               | 1975   | 2010   | 2017   | 2019   | 2021   | 2022   | 2023   |